# Ovladač zařízení

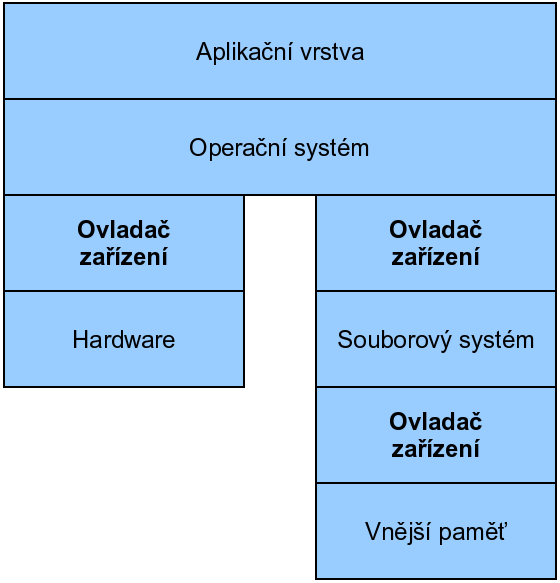
Ukázka umístění vrstvy ovladače zařízení v architektuře operačního systému

Ovladač zařízení (anglicky device driver) je v informatice označení pro software (část kódu), který umožňuje operačnímu systému pracovat s hardwarem. Některé ovladače jsou součástí operačního systému, jiné jsou distribuovány s hardwarem (např. na CD-ROM).
Ovladač zajišťuje řízení hardware a zároveň komunikuje se zbytkem operačního systému pomocí obecnějších rozhraní, která zajišťuje abstrakci zařízení. Základní vlastností abstrakce je použití stejného nebo podobného rozhraní pro podobná zařízení: třeba abstrakce blokového zařízení umožňuje pracovat stejně s diskem, disketou a CD/DVD mechanikou. CD/DVD mechanika má kromě rozhraní blokového zařízení druhé rozhraní umožňující vypalování, ale program který z ní chce jenom číst soubory o tomto druhém rozhraní nepotřebuje vědět.
Zpravidla bývá rozhraní snazší k používání než přímý přístup na zařízení – například umožňuje spooling a bufferování i u zařízení, která ho nepodporují sama.
Oddělení obsluhy zařízení od jádra operačního systému značně zjednodušuje návrh architektury a snižuje možnost chyby při vývoji. Mikrojádra jdou ještě dál a umísťují ovladače do aplikačního prostoru.
Často se rozhraní k ovladači realizuje jako soubor zařízení (angl. device file). V případě systémů unixového typu se jedná o speciální typ souborů a operace na takových souborech jsou preferovanou metodou pro komunikaci mezi aplikací a ovladačem.
Pojmenování ovladač zařízení vzniklo jako označení ovladačů fyzických zařízení. Dnes se výraz ovladač (driver) nebo i ovladač zařízení často přeneseně používá i pro části operačního systému, které poskytují jinou funkcionalitu než přístup k hardware a tedy se nejedná doslova o ovladač zařízení – zvlášť pokud v daném operačním systému neexistuje jiné pojmenování. Typickým příkladem je část implementující některý typ souborového systému.
Existují i případy, kdy není jasné zda k ovladači patří nějaké fyzické zařízení nebo ne: v operačním systému MS-DOS například existuje rozhraní ovladače EMS, které původně sloužilo pro ovladač hardware s rozšiřující pamětí, ale později (na 80386) bylo beze změny použito pro čistě virtuální ovladač pro přístup k hlavní paměti počítače nad limitem 1 MiB.
Zpravidla to jsou právě ovladače, které způsobují pád operačního systému (v systémech Microsoft Windows je obvykle ohlášen známou „modrou obrazovkou smrti“). Ve většině případů jde o chybu, kterou je možné vyřešit aktualizací ovladače.

## Rozdělení ovladačů zařízení
Protože existuje velká rozmanitost moderního hardware a operačních systémů, existuje mnoho možností použití ovladačů. Nejčastější využití ovladačů:
- počítačová tiskárna
- grafický adaptér
- síťová karta
- zvuková karta
- řízení zařízení připojených na sběrnici počítače
- externí zařízení připojené na nízkorychlostní sériové porty (USB, FireWire, RS232,…)
- datové úložné zařízení, jako pevný disk, jednotka CD, disketová jednotka (atd.) a jejich sběrnice EIDE, SCSI
- podpora různých souborových systémů
- podpora zařízení pro akvizici obrazu (digitální kamera a fotoaparát, skener)

## Základní abstraktní úrovně pro ovladače zařízení
- hardware
  - přímé řízení hardware
  - řízení hardware prostřednictvím mezivrstvy firmware (např. BIOS)
  - použití dalšího ovladače (např. ovladač souborového systému volá služby ovladače pevného disku)
  - simulování činnosti hardware (virtuální zařízení)
- software
  - podpora přímého přístupu k možnostem hardwaru (např. grafická knihovna DirectX)
  - rozhraní pro aplikační software (např. TWAIN ovladač pro akvizici obrazu)
  - rozhraní pro implementaci a konverzi jazyka (např. PostScript virtuální tiskárna)